# Castillo (udde)
Castillo är en udde i Antarktis. Den ligger i Västantarktis. Argentina, Chile och Storbritannien gör anspråk på området.
Terrängen inåt land är platt norrut, men åt nordväst är den kuperad. Havet är nära Castillo åt sydost. Trakten är obefolkad. Det finns inga samhällen i närheten. 